# Кастеллі
Кастеллі (італ. Castelli) — муніципалітет в Італії, у регіоні Абруццо,  провінція Терамо.
Кастеллі розташоване на відстані близько 125 км на північний схід від Рима, 30 км на північний схід від Л'Аквіли, 20 км на південь від Терамо.
Населення — 1161 особа (2014).

## Демографія
Населення за роками:

Станом на 1 січня 2023 року в муніципалітеті офіційно проживало 46 іноземців з 11 країн, серед них 25 громадян країн Євросоюзу та 2 громадяни України.

## Сусідні муніципалітети
- Арсіта
- Бізенті
- Калашіо
- Кастель-Кастанья
- Кастель-дель-Монте
- Кастельвеккьо-Кальвізіо
- Ізола-дель-Гран-Сассо-д'Італія